# Wanda Mejbaum-Katzenellenbogen
Wanda Lucyna Mejbaum-Katzenellenbogen (ur. 1 stycznia 1914 we Lwowie, zm. 19 sierpnia 1986 we Wrocławiu) – polska biochemiczka, twórczyni wrocławskiej szkoły biochemicznej, profesor nauk medycznych.

## Życiorys

### Pochodzenie i dzieciństwo
Wanda Mejbaum urodziła się we Lwowie w rodzinie Wacława Mejbauma, historyka, nauczyciela i działacza Narodowej Demokracji, oraz Marii Walerii z domu Deryng (1889–1962), nauczycielki gry na fortepianie i śpiewu. Była ich najstarszym dzieckiem, miała braci Mestwina (1918–1926) i Wacława (1933–2002). W rodzinnym mieście poznała swojego przyszłego męża Jerzego Katzenellenbogena, z którym razem studiowała na Wydziale Lekarskim Uniwersytetu Jana Kazimierza we Lwowie (Jerzy Katzenellenbogen został psychiatrą). Jerzy Katzenellenbogen był pochodzenia żydowskiego i podczas niemieckiej okupacji Lwowa ukrywał się w domu Mejbaumów na Zamarstynowie. W 1946 roku w Gliwicach urodziła się im córka Ewa, a następnie we Wrocławiu Maria.

### Okres lwowski

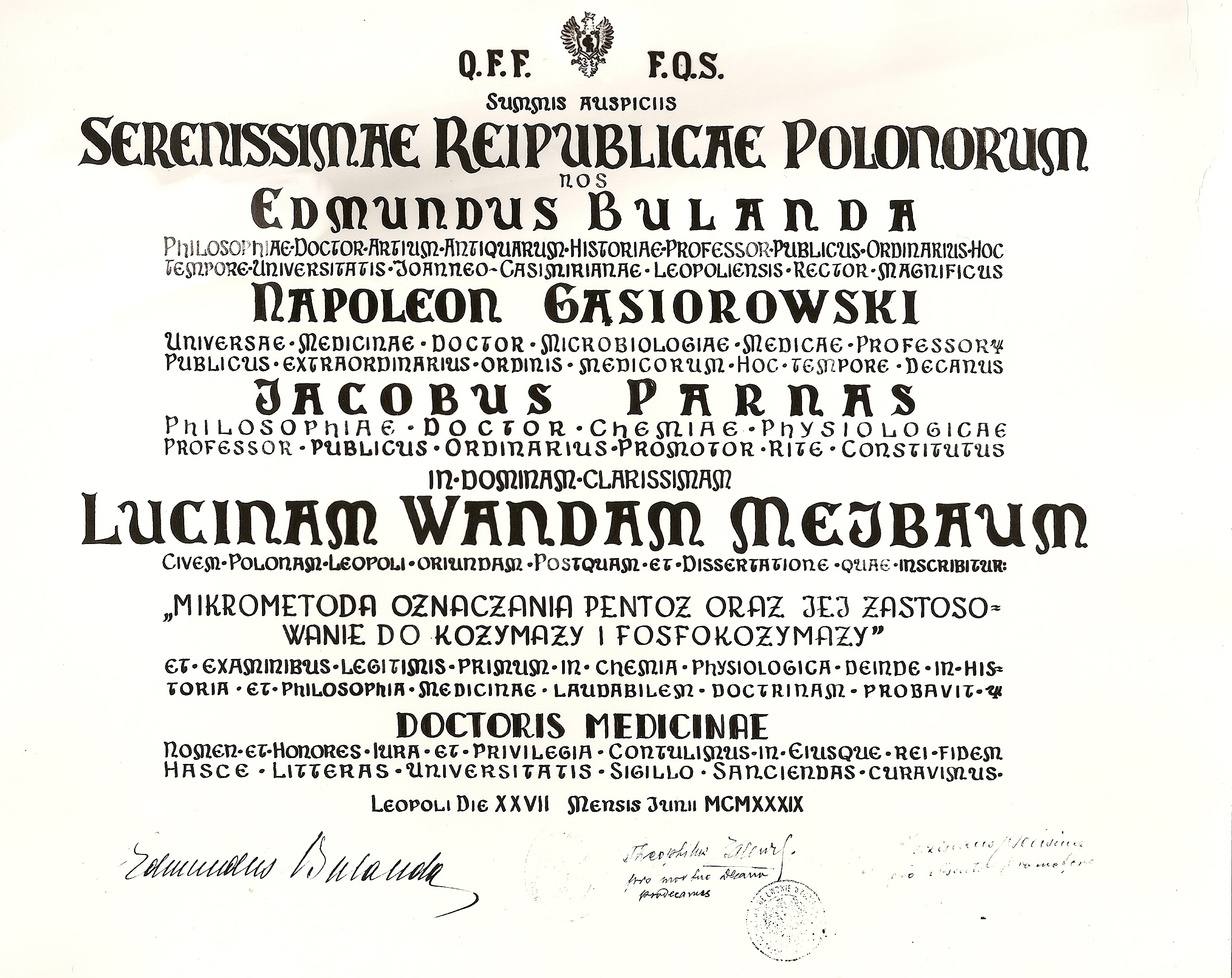
Dyplom doktorski Wandy Mejbaum-Katzenellenbogen

Studia na Wydziale Lekarskim Uniwersytetu Jana Kazimierza we Lwowie ukończyła w 1938 roku. Na trzecim roku studiów, po zaliczeniu egzaminu z chemii lekarskiej, została stażystką Jakuba Parnasa, w którego zespole kontynuowała pracę w późniejszym okresie. Umożliwiło jej to jeszcze podczas studiów napisanie pracy doktorskiej z dziedziny chemii fizjologicznej pt. Mikrometoda oznaczania pentoz oraz jej zastosowanie do kozymazy i fosfokozymazy, którą obroniła w wieku 25 lat, uzyskując 27 czerwca 1939 roku stopień naukowy doktora wszechnauk medycznych.
W tym samym roku w czasopiśmie naukowym „Hoppe-Seyler's Zeitschrift für physiologische Chemie” opublikowała artykuł pt. Über die Bestimmung kleiner Pentosemengen insbesondere in Derivaten der Adenylsäure (pol. Oznaczanie małych ilości pentoz szczególnie w pochodnych kwasu adenilowego) oparty na swojej rozprawie doktorskiej, który w latach 1945–1988 był ósmą najczęściej cytowaną (2655 cytowań) pracą naukową w dziedzinie nauk biologicznych oraz jedyną polską publikacją w tzw. klasykach cytowań (ang. citation classic) wydawnictwa Current Contents of Life Sciences.

### Okres wrocławski
Do roku 1946 działalność naukową i dydaktyczną prowadziła we Lwowie, by następnie przenieść się do Wrocławia, gdzie przez kolejne lata pracowała na Uniwersytecie Wrocławskim i powstałej później Akademii Medycznej. W tym czasie razem z Ireną Mochnacką pomagały Tadeuszowi Baranowskiemu odbudowywać i organizować we Wrocławiu życie naukowe. W latach 1946–1958 Wanda Mejbaum-Katzenellenbogen pracowała w prowadzonym przez Baranowskiego Zakładzie Chemii Fizjologicznej Wydziału Lekarskiego Uniwersytetu i Politechniki Wrocławskiej (od 1950 roku wydział Akademii Medycznej). W 1959 roku przeniosła się na Wydział Farmacji AM, jednocześnie pracując na Uniwersytecie Wrocławskim.
Była starszym asystentem, następnie adiunktem, a w 1954 roku uzyskała stanowisko docenta, składając rozprawę naukową dotyczącą składu chemicznego i enzymów mięśni gładkich. W 1961 roku została profesorem nadzwyczajnym UWr., a w 1973 roku zwyczajnym. Z jej inicjatywy, w 1959 roku powołane zostały katedry biochemii na Wydziale Farmacji AM oraz na Wydziale Nauk Przyrodniczych UWr., których została kierowniczką. W latach 1959–1968 była także kierowniczką Zakładu Chemii Fizjologicznej Wydziału Farmacji AM. Poza organizowaniem katedr w obu uczelniach, w latach późniejszych pełniła także inne funkcje. W 1961 roku uruchomiła biochemię jako nowy kierunek na Uniwersytecie Wrocławskim. W latach 1962–1964 była dziekanem Wydziału Farmacji, a następnie dyrektorem Instytutu Botaniki (w latach 1964–1968) oraz Botaniki i Biochemii UWr. (1971–1973). W 1969 roku odeszła z Akademii Medycznej i kontynuowała pracę na Uniwersytecie.
Poza pracą uczelnianą była członkinią rady redakcyjnej polskiego kwartalnika naukowego „Postępy Biochemii” (1968–1983), czasopisma naukowego „Acta Biochimica Polonica” i „Wiadomości Chemicznych”, a także przewodniczącą wrocławskiego oddziału Polskiego Towarzystwa Diagnostyki Laboratoryjnej (1962–1976) oraz VIII Wydziału (nauk biologicznych) Wrocławskiego Towarzystwa Naukowego (1970–1974). Była także aktywną członkinią Polskiego Towarzystwa Biochemicznego, a także Botanicznego, Fizjologicznego oraz Komitetu Biochemii i Biofizyki PAN. W 1974 roku z jej inicjatywy zorganizowano pierwsze Sesje Naukowe Absolwentów Biochemii, które w następnych latach przekształciły się w Sesje Naukowe Absolwentów Biologii Molekularnej.

## Dorobek naukowy
Prace badawcze Wanda Mejbaum-Katzenellenbogen prowadziła głównie w dziedzinach biochemii i analityki biochemicznej, w większości na Uniwersytecie. W swoich badaniach opracowała oryginalne metody analityczne dotyczące oznaczania pentoz, białek, alkilorezorcynoli, garbników i glikoprotein w preparatach biologicznych. Rozpoczęła także prace nad strukturą i funkcją makrocząsteczek. Interesowała się enzymami proteolitycznymi i ich inhibitorami z tkanek zwierzęcych oraz roślinnych, a także udziałem białek w strukturze i funkcji DNA i polisacharydów. W następnych latach badania w tych i innych kierunkach, jak badania związków fenolowych oraz glikoprotein, były kontynuowane przez jej uczniów.
Wynalazła, później znaną jako „metoda wrocławska”, praktyczną i tanią turbidymetryczną metodę oznaczania białek z użyciem taniny, która umożliwiła pracę słabo wyposażonym klinicznym pracowniom analitycznym i naukowym. Inną opracowaną przez nią metodą było zagęszczanie białek i glikoprotein za pomocą taniny i kofeiny, co ułatwiało izolację tych makrocząsteczek z płynów ustrojowych. Mejbaum-Katzenellenbogen zbadała także endogenną funkcję orozomukoidu w surowicy ludzi zdrowych i chorych, co pozwoliło na odkrycie jego interakcji z immunoglobulinami. Profesor zapoczątkowała też i rozwinęła we Wrocławiu badania nad naturalnymi garbnikami, które, jak postulowała, mogły w warunkach in vivo unieruchamiać aktywne białka i inne makrocząsteczki.
Rozpoczęła także produkcję odczynników biochemicznych dla firmy Polskie Odczynniki Chemiczne. W latach 70. XX wieku Instytut Biochemii Uniwersytetu Wrocławskiego był jedynym w kraju producentem ureazy, kwaśnej fosfatazy, rybonukleazy, kilku inhibitorów proteaz oraz innych odczynników wykorzystywanych w analizie i diagnostyce.
Mejbaum-Katzenellenbogen opublikowała w krajowych i zagranicznych czasopismach naukowych w sumie niemalże 150 prac naukowych i artykułów przeglądowych. Wydała także skrypt do ćwiczeń z biochemii oraz przetłumaczyła (wraz z mężem) na język polski podręcznik do chemii fizjologicznej Harpera. W ciągu swojej kariery naukowej i dydaktycznej wykształciła ponad 150 absolwentów biochemii, 35 doktorów, 8 doktorów habilitowanych (w większości zostali oni później profesorami).

## Odznaczenia i wyróżnienia
Za działalność naukowo-dydaktyczną oraz wychowawczą i organizacyjną została wyróżniona szeregiem odznaczeń państwowych, m.in.: Złotym Krzyżem Zasługi (1959), Odznaką XV-lecia Wyzwolenia Dolnego Śląska (1960), Odznaką 1000-lecia Państwa Polskiego (1969), Krzyżem Kawalerskim Orderu Odrodzenia Polski (1973), Medalem 10-lecia Polski Ludowej (1975), Medalem Komisji Edukacji Narodowej (1975), został jej również nadany tytuł Zasłużonego Nauczyciela Polskiej Rzeczypospolitej Ludowej (1982). Wielokrotnie wyróżniona nagrodami Ministra Nauki, Szkolnictwa Wyższego i Techniki oraz Ministra Zdrowia i Opieki Społecznej. W uznaniu zasług Polskie Towarzystwo Biochemiczne nadało jej godność Członka Honorowego (1983).